# Zvonimir Magdić
Zvonimir Magdić (Zagreb, 8. rujna 1930. – Zagreb, 8. studenoga 2018.), bio je hrvatski športski novinar i publicist. Po struci diplomirani pravnik. Najviše je pisao o nogometu. Bio je ljubitelj i tenisa. Jedan od najvećih romantika hrvatskog športskog novinarstva, čovjek koji je u člancima kroničarsko-književnički opisao zlatno doba hrvatskog nogometa, kako u doba starog prijeratnog Zagreba, tako i hrvatskog nogometa u desetljećima koja su u uslijedila kad je postizao velike uspjehe. Osim što je opisao športske okolnosti, u tekstovima je romantičnim sjećanjem opisao Zagreb i hrvatske športske velikane iz tih vremena. S osobitim romantičnim sjećanjem opisuje bogati športski život Zagreba koji je postojao sve do jugototalitarističkog udara 1945. godine kad je naprasno okljaštren.

## Životopis
Zvonimir Magdić rodio se je u Zagrebu 1930. godine. Osnovnu školu, gimnaziju i pravni fakultet pohađao je i završio u Zagrebu. Od 1963. godine je športski novinar. Redovito je pisao za Sportske novosti i Reviju SN od 1971. do 1993. godine.

Za razliku od brojnih autora, Magdić hrvatske dosege iznimno cijeni. Indikativno je kako katalonski tika-taka s kraja 2000-ih i 2010-ih naziva izumom bečke nogometne škole još od 1912. godine, nego ga smatra načinom igranja koji se još davno igrao u Hrvatskoj.
Osobita mu je strast bila južnoamerički nogomet s kojim je u svezi i njegov nadimak Amigo. Izvješćivao je s nekoliko europskih i svjetskih prvenstava. Njegov osebujni stil pisanja (kratke rečenice, često od po jedne riječi, punih svakodnevnih uličnih izraza) je "proza u trapericama". Zbog takvog pisanja na nogometnim stranicama Sportskih novosti, šezdesetih, sedamdesetih i osamdesetih redovito je stalno morao objašnjavati se s lektorima.
Zadnjeg desetljeća pisao je redovitu rubriku u Hrvatskom slovu i u časopisu Nogometu. Stručne je članke objavio u zagrebačkoj Povijesti športa i članak u Kolu (Pod teškim križem YU-dresova: hrvatski nogometaši na svjetskim nogometnim prvenstvima).
Preminuo je u Zagrebu, 8. studenoga 2018. godine u 88. godini života. Pokopan je 13. studenoga, 2018. godine na zagrebačkome groblju Miroševcu.

## Djela
- 11 veličanstvenih, Centar za informacije i publicitet, Zagreb, 1978.
- Legende zagrebačkog nogometa, Spot, Zagreb, 1996.
- Neponovljivi Dražan Jerković, Jaspra, Zagreb, 1997. (suradnik)[5]
- Vatreni: 60 utakmica Hrvatske: 1940. – 1997., Narodno sveučilište Zelina, Sv. Ivan Zelina, 1997.
- Tako je živio i igrao Bernard Vukas - Bajdo, Europtics, Zagreb, 1998.
- Vatrometina: priča o hrvatskoj nogometnoj reprezentaciji: (i još ponešto): 1940. – 2006., Sportske novosti, Zagreb, 2006. (suautor Mladen Bariša)
- Bljeskovi i oluje hrvatskoga športa, Knjižnica Hrvatsko slovo ; knj. XVII, Hrvatska kulturna zaklada - Hrvatsko slovo, Zagreb, 2007.
- Maradona: mali zeleni, Naklada Stih, Zagreb, 2008.
- Ico Hitrec: hrvatski nogometaš svih vremena, Zagreb, 2018.

U rukopisu su mu knjige: Hitrec-kralj nogometaša, Najljepše priče iz svjetskog nogometa, Nogomet za vrijeme NDH i Građanski.

## Spomen
- 2019.: Njemu u čast narisan je mural u kvartu o kojemu je živio u Zagrebu, na Ravnicama, u Bulvanovoj ulici 18, rad akademskoga slikara Damira Sobote.[6]